# Apavatn
L'Apavatn est un lac du sud de l'Islande.

## Géographie
Sa superficie est de 13 km2.
Il se trouve à quelques kilomètres au sud du Laugarvatn et est réputé pour ses bonnes possibilités de pêche, notamment des truites.